# Культура северной чёрной лощёной керамики

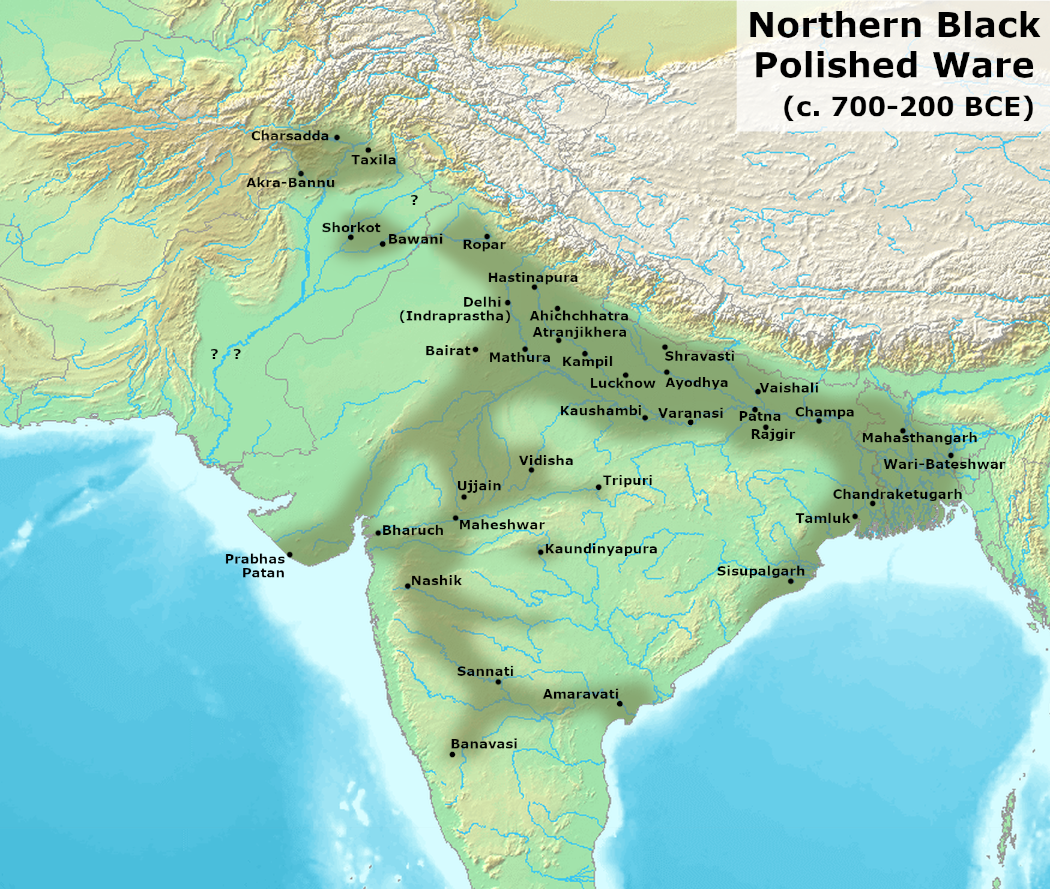
Карта распространения культуры

Культура северной чёрной лощёной керамики (СЧЛК) существовала в Южной Азии в период около 700—200 годов до н. э. и является наследником расписной серой керамики. Расцвет культуры приходится на период около 500—300 годов до н. э., что хронологически совпадает с расцветом империи Маурья.

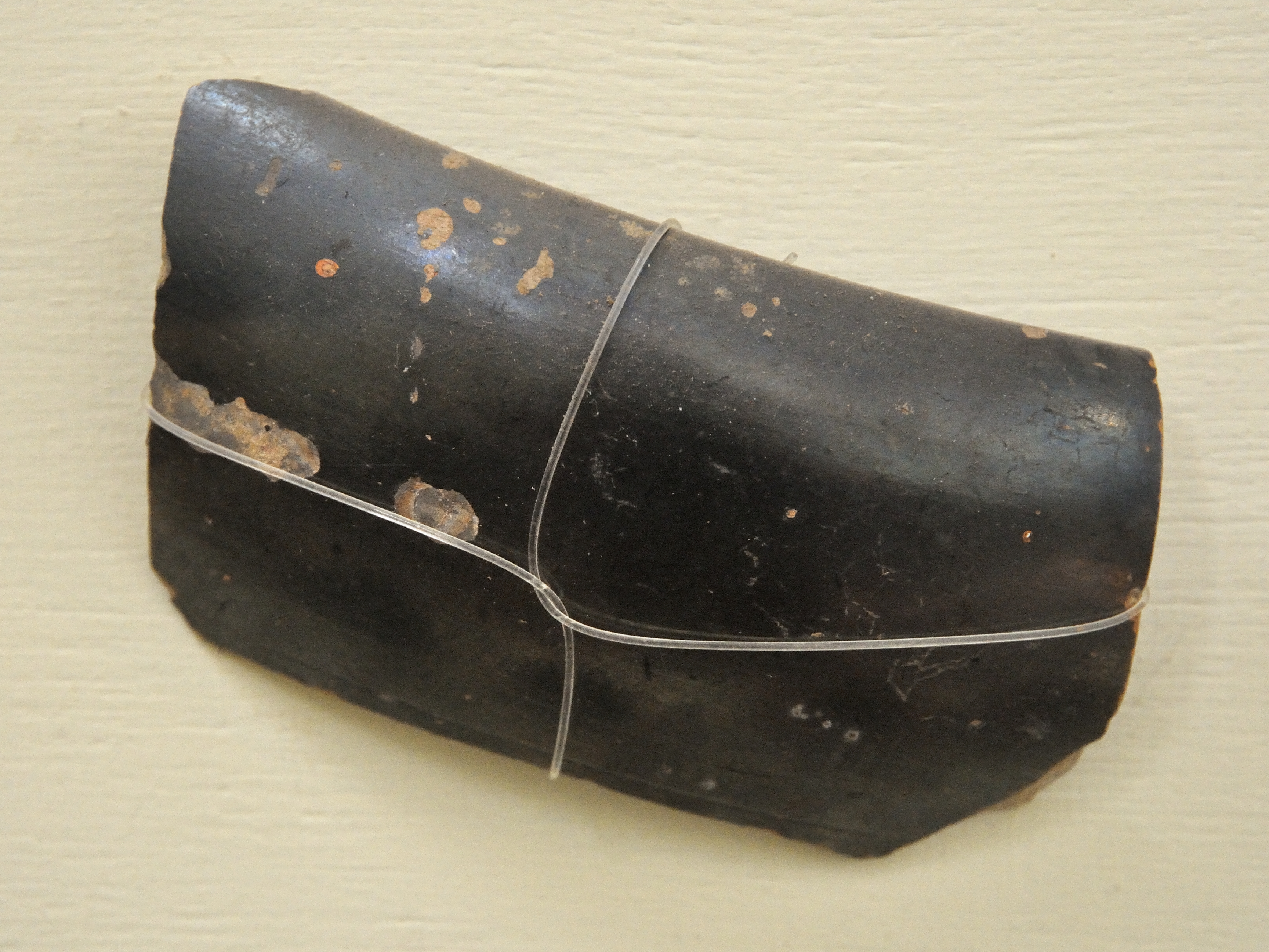
Фрагмент северной чёрной лощёной керамики, 500-100 до н.э., Сонх, Уттар-Прадеш. Государственный музей, Матхура

По мнению Малика и ряда других археологов, в культуре СЧЛК наблюдаются определённые элементы, унаследованные из хараппской культуры (исчезнувшей за тысячелетие до возникновения СЧЛК), в частности, слоновая кость и аналогичная система весов. Другое сходство заключается в использовании сырцового и обожжённого кирпича, а также камня в строительстве, строительство крупных зданий общественного назначения, ирригационная система и похожие отрасли производства. Существуют, однако, и заметные отличия: например, в период СЧЛК такие злаки, как рис, просо и сорго, стали играть более важную роль.